# Daniel Halfar
Daniel Halfar (* 7. Januar 1988 in Mannheim) ist ein ehemaliger deutscher Fußballspieler und heutiger -trainer.

## Vereinskarriere

### Jugend
Halfar begann das Fußballspielen beim MFC Phönix Mannheim 02 und wechselte 1997 zur E-Jugend des 1. FC Kaiserslautern. Als U-17-Junior wurde er 2005 mit der Fritz-Walter-Medaille in Silber ausgezeichnet.

### 1. FC Kaiserslautern
In Kaiserslautern hatte er während der Saison 2005/06 zunächst in der Regionalligamannschaft gespielt, bevor er am 11. Dezember 2005 gegen den FC Bayern München erstmals in der ersten Bundesliga auflief. Ende 2005 schloss er einen bis zum 30. Juni 2010 laufenden Profivertrag beim FCK ab. Seine ersten beiden Bundesligatore erzielte er am 4. Februar 2006 beim Spiel des 1. FC Kaiserslautern beim MSV Duisburg. Mit diesen beiden Toren war er der jüngste Bundesligatorschütze des 1. FC Kaiserslautern (18 Jahre, 28 Tage). Zugleich war er der bis dahin jüngste Spieler, der in der Bundesliga zwei Tore in einem Spiel erzielt hatte.
Nach einer erfolgreich verlaufenen Operation am Rücken kehrte Halfar im Juli 2007 ins Training zurück. Wenige Tage später wurde er aus disziplinarischen Gründen vom Training der Profimannschaft ausgeschlossen.

### Arminia Bielefeld
Ende August 2007 wechselte er zum Erstligisten Arminia Bielefeld, mit dem er 2009 aus der Bundesliga abstieg. Insgesamt absolvierte Halfar 73 Partien und erzielte ein Tor.

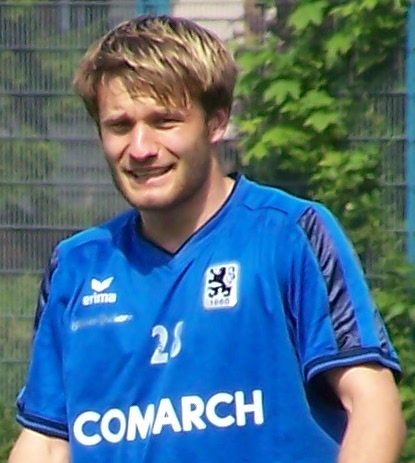
Daniel Halfar 2010

### TSV 1860 München
Im Sommer 2010 wechselte er zum TSV 1860 München, bei dem er einen Zweijahresvertrag bis zum 30. Juni 2012 unterschrieb. Am zweiten Spieltag gab er dort beim Heimspiel gegen den VfL Osnabrück seinen Einstand, als er für Daniel Bierofka eingewechselt wurde.
Er profitierte in der Hinrunde von Stefan Aigners und in der Rückrunde von Daniel Bierofkas Ausfall und sicherte sich den Stammplatz im linken offensiven Mittelfeld. Anfang der Rückrunde musste er aufgrund eines Haarrisses im rechten Fuß zwei Monate lang pausieren. Er spielte in dieser Spielzeit 23-mal für 1860 und erzielte zwei Tore. Er gab neun Torvorlagen, mannschaftsintern die meisten. 2012/13 kam Halfar auf 27 Einsätze in der 2. Bundesliga. Im Frühjahr 2013 fiel er mehrere Wochen wegen eines Knochenödems aus.

### 1. FC Köln
Im Sommer 2013 wechselte Halfar vom TSV 1860 München zum 1. FC Köln, bei dem er einen Dreijahresvertrag unterschrieb. Seine ersten beiden Tore erzielte er am 1. März 2014, dem 23. Spieltag, beim 2:2 im Auswärtsspiel gegen Erzgebirge Aue. Mit den Kölnern wurde er in der Saison 2013/14 Meister der Zweiten Liga und stieg in die Bundesliga auf.

### Rückkehr nach Kaiserslautern
Zur Saison 2015/16 kehrte Halfar zum 1. FC Kaiserslautern zurück. Er unterschrieb einen bis 2018 gültigen Vertrag.  Sein Vertrag wurde nach Saisonende 2017/18 nicht verlängert. Halfar musste aufgrund eines Hüftschadens seine Spielerkarriere beenden.

## Nationalmannschaft
Halfar spielte in diversen deutschen U-Nationalmannschaften; unter anderem kam er dreimal bei der U-21-Nationalmannschaft zum Einsatz, für die er zwei Tore erzielte.

## Titel und Erfolge
- Zweitliga-Meister und Aufstieg in die Bundesliga: 2014 (mit dem 1. FC Köln)

## Stationen als Trainer
Am 30. Oktober 2018 übernahm Halfar das Traineramt beim ostwestfälischen Bezirksligisten FC Rot-Weiß Kirchlengern, den er 2020 zum Aufstieg in die Landesliga Westfalen führte.